# Busia, Kenya
Busia este un oraș în partea de SV a Kenyei, situat pe granița cu Uganda, față în față cu orașul omonim din țara vecină. Este reședința districtului omonim din provincia Western.